# Sargocentron macrosquamis
Sargocentron macrosquamis là một loài cá biển thuộc chi Sargocentron trong họ Cá sơn đá. Loài này được mô tả lần đầu tiên vào năm 1984.

## Từ nguyên
Từ định danh macrosquamis được ghép bởi hai âm tiết trong tiếng Latinh: macro ("rộng lớn") và squamis ("vảy"), hàm ý đề cập đến những vảy lớn ở phía sau nắp mang của loài cá này.

## Phân bố và môi trường sống
S. macrosquamis có phân bố ở Tây Ấn Độ Dương, từ Biển Đỏ dọc theo Đông Phi, băng qua các đảo quốc Seychelles, Madagascar và Mauritius (gồm cả Rodrigues), trải dài về phía đông đến Maldives và quần đảo Chagos.
S. macrosquamis được quan sát ở độ sâu khoảng 4–22 m.

## Mô tả
Chiều dài cơ thể lớn nhất được ghi nhận ở S. macrosquamis là 9 cm. Loài này có màu đỏ, trắng bạc dưới đầu, ngực và bụng; vảy cá ánh bạc. Thùy đuôi tròn rộng.
Số gai ở vây lưng: 11; Số tia vây ở vây lưng: 13–14; Số gai ở vây hậu môn: 4; Số tia vây ở vây hậu môn: 9–10.

## Sinh thái
Qua giải mã trình tự gen 12S rRNA, S. macrosquamis được xếp vào nhóm chị em với Sargocentron punctatissimum.